# Deutsche Leichtathletik-Meisterschaften 1970
Die 70. Deutschen Leichtathletik-Meisterschaften wurden vom 7. bis zum 9. August 1970 im Berliner Olympiastadion ausgetragen.

## Wettbewerbsprogramm
Anstelle der bisher bei den Männern gelaufenen Langstaffel über 3-mal 1000 Meter kamen die Staffeln über 4-mal 800 Meter und über 4-mal 1500 Meter zur Austragung. Eine weitere Änderung des Wettkampfprogramms wurde im Waldlauf vollzogen: Hier wurde für die Frauen eine zweite Streckenlänge eingeführt, sodass es nun wie bei den Männern eine Mittel- und eine Langstrecke mit jeweils Einzel- und Mannschaftswertungen gab. Diese zweite Streckenlänge für die Frauen wurde allerdings im Jahr 2003 wieder zurückgenommen.

## Ausgelagerte Disziplinen
Wie üblich wurden weitere Meisterschaftstitel an verschiedenen anderen Orten vergeben, in der folgenden Auflistung in chronologischer Reihenfolge benannt.
- Waldläufe – Dülmen, 19. April mit Einzel- / Mannschaftswertungen für Frauen und Männer auf jeweils zwei Streckenlängen (Mittel- / Langstrecke)
- 50-km-Gehen (Männer) – Eschborn, 19. Juli mit Einzel- und Mannschaftswertung
- Marathonlauf (Männer) – Passau, 29. August mit Einzel- und Mannschaftswertung[2]
- Langstaffeln, Frauen: 3 × 800 m / Männer: 4 × 800 m und 4 × 1500 m sowie
Mehrkämpfe (Frauen: Fünfkampf) / (Männer: Fünf- und Zehnkampf) – Stuttgart, 12./13. September mit Einzel- und Mannschaftswertungen

## Vereine
Eine größere Änderung gab es bei zahlreichen Vereinszugehörigkeiten, da ab dem Jahr 1970 die Bildung von Leichtathletikgemeinschaften (LG) als Zusammenschluss mehrerer Vereine durch den DLV erlaubt wurde.

## Sportliche Leistungen / Rekorde
Sehr gute Leistungen gab es insbesondere bei den Frauenwettbewerben mit zwei gesamtdeutschen (DR) und fünf bundesdeutschen (BR) egalisierten oder verbesserten Rekordleistungen.
- Deutsche Rekorde:
  - 400-Meter-Lauf: 52,6 s (Verbesserung) – Christel Frese (ASV Köln)
  - Weitsprung: 6,72 m (Egalisierung) – Heide Rosendahl (TuS 04 Leverkusen)
- Bundesdeutsche Rekorde:
  - 100-Meter-Lauf: 11,3 s (Egalisierung) – Ingrid Mickler-Becker (USC Mainz)
  - 1500-Meter-Lauf; 4:13,1 min (Verbesserung) – Ellen Tittel (TuS 04 Leverkusen)
  - 100-Meter-Hürdenlauf: 13,1 s (Egalisierung) – Margit Bach (OSC Hoechst)
  - Hochsprung: 1,82 m (Verbesserung) – Karen Mack (TSV 1860 München)
  - Fünfkampf: 5399 P (1969er Wertung / 1980er Wertung: 4749 P), Verbesserung – Heide Rosendahl (TuS 04 Leverkusen)

## Medaillengewinner Männer
Die folgenden Übersichten fassen die Medaillengewinner und -gewinnerinnen zusammen. Eine ausführlichere Übersicht mit den jeweils ersten sechs in den einzelnen Disziplinen findet sich unter dem Link Deutsche Leichtathletik-Meisterschaften 1970/Resultate.
| Disziplin                                   | Gold                                                                                 | Leistung             | Silber                                                                                            | Leistung              | Bronze                                                                                      | Leistung               |
| ------------------------------------------- | ------------------------------------------------------------------------------------ | -------------------- | ------------------------------------------------------------------------------------------------- | --------------------- | ------------------------------------------------------------------------------------------- | ---------------------- |
| 100 m                                       | Günther Nickel (TSV Bayer 04 Leverkusen)                                             | 10,4 s00             | Gerhard Wucherer (TSV 1860 München)                                                               | 10,4 s00              | Gert Metz (USC Mainz)                                                                       | 10,4 s00               |
| 200 m                                       | Jochen Eigenherr (TSV Bayer 04 Leverkusen)                                           | 20,7 s00             | Franz-Peter Hofmeister (Jugend 07 Bergheim)                                                       | 20,8 s00              | Edgar Krüger (LG ESV/PSV Essen)                                                             | 21,1 s00               |
| 400 m                                       | Thomas Jordan (TSV Bayer 04 Leverkusen)                                              | 45,6 s00             | Hermann Köhler (Germania Rhoden)                                                                  | 46,0 s00              | Horst-Rüdiger Schlöske (LG Nord Berlin)                                                     | 46,0 s00               |
| 800 m                                       | Franz-Josef Kemper (LG Ratio Münster)                                                | 1:45,9 min           | Walter Adams (SV Salamander Kornwestheim)                                                         | 1:46,6 min            | Reiner Föhrenbach (ASC Darmstadt)                                                           | 1:46,8 min             |
| 1500 m                                      | Jürgen May (SV Schwalbe Hanau)                                                       | 3:42,4 min           | Erk Maasch (Hamburger SV)                                                                         | 3:45,9 min            | Frank Thomé (ASV Köln)                                                                      | 3:45,9 min             |
| 5000 m                                      | Harald Norpoth (LG Ratio Münster)                                                    | 13:53,6 min          | Ulrich Brugger (Stuttgarter Kickers)                                                              | 14:12,8 min           | Berthold Werthmann (SuS 09 Dinslaken)                                                       | 14:13,6 min            |
| 10.000 m                                    | Manfred Letzerich (LG Wiesbaden)                                                     | 28:54,8 min          | Jens Wollenberg (LAC Quelle Fürth)                                                                | 29:09,4 min           | Hans Munzinger (TSV Burgau)                                                                 | 29:12,0 min            |
| Marathon                                    | Hans Hellbach (ASC Darmstadt)                                                        | 2:24:41,8 h00        | Jürgen Bernhard (SCC Berlin)                                                                      | 2:25:22,4 h00         | Alfons Ida (VfL Wolfsburg)                                                                  | 2:28:30,0 h00          |
| Marathon, Mannschaftswertung                | ASC DarmstadtHans Hellbach Lutz Philipp Walter Weba                                  | 7:23:53,8 h00        | SCC BerlinJürgen Bernhardt Klaus Addicks Hubert Riesner                                           | 7:34:30 h000          | Preussen KrefeldKarl-Heinz Sievers Jürgen Bergmann Hermann Tonnemann                        | 7:46:42 h000           |
| 110 m Hürden                                | Günther Nickel (TSV Bayer 04 Leverkusen)                                             | 13,7 s00             | Werner Trzmiel (ASC Darmstadt)                                                                    | 14,0 s00              | Manfred Schumann (TSV Bayer 04 Leverkusen)                                                  | 14,2 s00               |
| 400 m Hürden                                | Werner Reibert (USC Heidelberg)                                                      | 50,0 s00             | Gerhard Hennige (ASC Darmstadt)                                                                   | 50,2 s00              | Manfred Klaußner (Kickers Offenbach)                                                        | 50,3 s00               |
| 3000 m Hindernis                            | Rolf Burscheid (VfL Wolfsburg)                                                       | 8:37,4 min           | Willi Maier (TSV Genkingen)                                                                       | 8:38,6 min            | Hans-Dieter Schulten (TV Wattenscheid 01)                                                   | 8:39,2 min             |
| 4 × 100 m Staffel                           | TSV Bayer 04 LeverkusenGünther Nickel Benno Knobloch Manfred Ommer Jochen Eigenherr  | 39,6 s00             | FV Salamander KornwestheimKarl-Peter Schmidtke Kai Florian Schwarz Walter Linder Dieter Jurkschat | 39,7 s00              | SCC BerlinPeter Mahlow Lothar Drygalsky Dickhut Harald Leidicke                             | 39,9 s00               |
| 4 × 400 m Staffel                           | TSV Bayer 04 LeverkusenMartin Jellinghaus Roland Roßmeißl Ulrich Reich Thomas Jordan | 3:04,8 min           | VfB StuttgartDieter Hübner Ulrich Strohhäcker Helmar Müller Herbert Moser                         | 3:06,8 min            | VfL WolfsburgKlaus Achilles Klaus Heinrich Klewin Hans-Dieter Löber                         | 3:09,3 min             |
| 4 × 800 m Staffel                           | SV Salamander KornwestheimGünter Mayer Hartmut Potschka Manfred Henne Walter Adams   | 7:21,4 min           | ASC DarmstadtWerner Schumann Gerhard Hennige Raimund Kastner Reiner Föhrenbach                    | 7:22,8 min            | TSV Bayer 04 LeverkusenJürgen Jaenisch Wolfgang Strittmatter Franz-Josef Becker Arnd Krüger | 7:27,2 min             |
| 4 × 1500 m Staffel                          | LG Ratio MünsterHans-Gerd Schoofs Urs Lufft Harald Norpoth Franz-Josef Kemper        | 15:14,4 min          | LAC Quelle FürthKarl-Heinz Betz Jens Wollenberg Hubert Stecher Heinz Mörtl                        | 15:15,8 min           | ASV KölnDirk Stratmann Eilmes Pröpper Frank Thomé                                           | 15:17,8 min            |
| 20-km-Gehen                                 | Bernhard Nermerich (Eintracht Frankfurt)                                             | 1:29:52,0 h00        | Horst-Rüdiger Magnor (Eintracht Frankfurt)                                                        | 1:35:39,0 h00         | Gerd Schuth (Hannover 96)                                                                   | 1:35:50,4 h00          |
| 20-km-Gehen, Mannschaftswertung             | Eintracht FrankfurtBernhard Nermerich Horst-Rüdiger Magnor Wilfried Wesch            | 4:48:58,6 h00        | 1. FC NürnbergBernd Kannenberg Karl-Heinz Adam Gerhard Schuster                                   | 5:09:10,4 h00         | LG SalzgitterHeinz Mayr Gerhard Weidner Werner Hupfeld                                      | 5:10:26,6 h00          |
| 50 km Gehen                                 | Peter Schuster (Eintracht Frankfurt)                                                 | 4:06:28,6 h00        | Herbert Meier (LAC Quelle Fürth)                                                                  | 4:08:35,2 h00         | Bernhard Nermerich (Eintracht Frankfurt)                                                    | 4:09:10,2 h00          |
| 50 km Gehen, Mannschaftswertung             | Eintracht FrankfurtPeter Schuster Bernhard Nermerich Horst-Rüdiger Magnor            | 12:26:05,0 h00       | Post-SV TübingenSiegfried Wegiel Alfred Daske Manfred Schäfer                                     | 14:06:29,2 h00        | 1. FC NürnbergKurt Vorbrugg Karl-Heinz Adam Gerhard Schuster                                | 14:11:26,8 h00         |
| Hochsprung                                  | Hermann Magerl (TSV 1860 München)                                                    | 2,12 m               | Lothar Doster (TG Heilbronn)                                                                      | 2,12 m                | Ingomar Sieghart (TSV 1860 München)                                                         | 2,12 m                 |
| Stabhochsprung                              | Volker Ohl (SG Arheilgen)                                                            | 5,10 m               | Hans-Jürgen Ziegler (KSV Hessen Kassel)                                                           | 5,10 m                | Heinfried Engel (USC Mainz)                                                                 | 5,00 m                 |
| Weitsprung                                  | Josef Schwarz (TSV 1860 München)                                                     | 8,02 m               | Andreas Gloerfeld (ASV Köln)                                                                      | 7,66 m                | Hans Baumgartner (TV Heppenheim)                                                            | 7,65 m                 |
| Dreisprung                                  | Michael Sauer (USC Mainz)                                                            | 16,47 m              | Harald Strutz (USC Mainz)                                                                         | 16,21 m               | Richard Kick (LG Regensburg)                                                                | 15,70 m                |
| Kugelstoßen                                 | Heinfried Birlenbach (LG Siegen)                                                     | 19,84 m              | Traugott Glöckler (USC Heidelberg)                                                                | 18,47 m               | Ferdinand Schladen (LC Bonn)                                                                | 18,43 m                |
| Diskuswurf                                  | Dirk Wippermann (Rot-Weiß Oberhausen)                                                | 60,92 m              | Hein-Direck Neu (USC Mainz)                                                                       | 60,70 m               | Klaus-Peter Hennig (TSV Bayer 04 Leverkusen)                                                | 59,14 m                |
| Hammerwurf                                  | Uwe Beyer (TSV Bayer 04 Leverkusen)                                                  | 72,04 m              | Hans Fahsl (TSV Bayer 04 Leverkusen)                                                              | 69,96 m               | Edwin Klein (USC Mainz)                                                                     | 69,18 m                |
| Speerwurf                                   | Klaus Wolfermann (SV Gendorf)                                                        | 81,76 m              | Peter Mörbel (USC Mainz)                                                                          | 77,66 m               | Horst Timmer (TSV Bayer 04 Leverkusen)                                                      | 76,12 m                |
| Fünfkampf, 1965er W. 2. Zeile: 1985er Wert. | Erich Klamma (TV Wattenscheid 01)                                                    | 3657 P (3542 P)      | Helmut Leitner (USC München)                                                                      | 3605 P (3715 P)       | Wolfgang Tilly (LG ESV/PSV Essen)                                                           | 3591 P (3731 P)        |
| Fünfkampf, Mannschaftswertung               | SV Salamander KornwestheimGerhard Fichter Wolfgang Seeger Wilhelm Mack               | 10.502 P             | LG ESV/PSV EssenWolfgang Tilly Rainer Wessiepe Mack                                               | 10.113 P              | KSV Holstein KielKock Vogt Hausmann                                                         | 9.881 P                |
| Zehnkampf, 1965er W. 2. Zeile: 1985er Wert. | Horst Beyer (USC Mainz)                                                              | 7894 P (7745 P)      | Günter Grube (Gut Heil Lübeck 1876)                                                               | 7625 P (7492 P)       | Bernd Knut (TSV Bayer 04 Leverkusen)                                                        | 7594 P (7430 P)        |
| Zehnkampf, Mannschaftswertung               | USC MainzHorst Beyer Wolfgang Linkmann Herbert Swoboda                               | 22.737 P             | TSV Bayer 04 LeverkusenBernd Knut Hans-Joachim Perk Baumert                                       | 20.657 P              | LG TroisdorfUli Schmedemann Wolfgang Beckmann Harald Nadzeyka                               | 19.963 P               |
| Waldlauf Mittelstrecke – 3,0 km             | Harald Norpoth (LG Ratio Münster)                                                    | 8:00,2 min           | Karl-Heinz Schirmeier (LAC Quelle Fürth)                                                          | 8:04,6 min            | Werner Girke (VfL Wolfsburg)                                                                | 8:06,4 min             |
| Waldlauf Mittelstrecke, Mannschaftswertung  | LG Ratio MünsterHarald Norpoth Urs Lufft Heinz-Gerd Mölders                          | 14 P (Plätze 1/5/8)  | VfL WolfsburgWerner Girke Rolf Burscheid Alfons Ida                                               | 31 P (Plätze 3/13/15) | LAC Quelle FürthKarl-Heinz Schirmeier Heinz Mörtl Hubert Stecher                            | 33 P (Plätze 2/14/17)  |
| Waldlauf Langstrecke – 10,5 km              | Lutz Philipp (ASC Darmstadt)                                                         | 29:01,8 min          | Hans Munzinger (TSV Burgau)                                                                       | 29:05,2 min           | Helmut Schu (LC Rehlingen)                                                                  | 29:07,0 min            |
| Waldlauf Langstrecke, Mannschaftswertung    | ASC DarmstadtLutz Philipp Gottfried Arnold Hans Hellbach                             | 16 P (Plätze 1/5/10) | TV Wattenscheid 01Joachim Ließ Wolfgang Falke Ernst Vogelsang                                     | 17 P (Plätze 4/6/7)   | SCC BerlinKlaus Addicks Hubert Riesner W. Schmidt                                           | 44 P (Plätze 13/15/16) |

## Medaillengewinnerinnen Frauen
| Disziplin                                   | Gold                                                                       | Leistung              | Silber                                                                    | Leistung              | Bronze                                                           | Leistung              |
| ------------------------------------------- | -------------------------------------------------------------------------- | --------------------- | ------------------------------------------------------------------------- | --------------------- | ---------------------------------------------------------------- | --------------------- |
| 100 m                                       | Ingrid Mickler-Becker (USC Mainz)                                          | 11,3 s BRe0           | Elfgard Schittenhelm geb. Weismann (OSC Berlin)                           | 11,4 s00              | Heide Rosendahl (TuS 04 Leverkusen)                              | 11,4 s00              |
| 200 m                                       | Elfgard Schittenhelm geb. Weismann (OSC Berlin)                            | 23,6 s00000           | Rita Wilden geb. Jahn (TuS 04 Leverkusen)                                 | 23,7 s00              | Annelie Wilden geb. Klum (LC Bonn)                               | 23,8 s00              |
| 400 m                                       | Christel Frese (ASV Köln)                                                  | 52,6 s DR00           | Inge Eckhoff (LG Nordwest-Hamburg)                                        | 53,1 s00              | Heidi Gerhard geb. Edelstein (OSC Dortmund)                      | 53,7 s00              |
| 800 m                                       | Hildegard Janze (Hannover 96)                                              | 2:02,8 min000         | Rosemarie Klute (OSC Dortmund)                                            | 2:05,8 min            | Marita Kloth (LBV Phönix Lübeck)                                 | 2:06,1 min            |
| 1500 m                                      | Ellen Tittel (TuS 04 Leverkusen)                                           | 4:13,1 min BR         | Christa Merten geb. Basche (ASV Köln)                                     | 4:17,6 min            | Gerda Klöpfer (TV Erkheim)                                       | 4:19,0 min            |
| 100 m Hürden                                | Margit Bach (OSC Hoechst)                                                  | 13,1 s BRe0           | Heide Rosendahl (TuS 04 Leverkusen)                                       | 13,2 s00              | Heidi Schüller (TSV Bayer 04 Leverkusen)                         | 13,6 s00              |
| 4 × 100 m Staffel                           | TuS 04 LeverkusenJutta Kahmeier Ursula Schruff Rita Jahn Heide Rosendahl   | 45,1 s00000           | LC BonnElvira Possekel Annelie Wilden geb. Klum Renate Rhein Jutta Heine  | 45,3 s00              | ASC DarmstadtHelga Maurer Groh Erika Keller geb. Müller Dörries  | 46,1 s00              |
| 3 × 800 m Staffel                           | ASV KölnRita Windbrake Christel Frese Gertrud Theißen                      | 6:33,8 min000         | TuS 04 LeverkusenChristine Linz Gisela Ellenberger Ellen Tittel           | 6:38,6 min            | LG Nordwest HamburgSeligmann Inge Eckhoff Birgit Barth           | 6:40,4 min            |
| Hochsprung                                  | Karen Mack (TSV 1860 München)                                              | 1,82 m BR0            | Renate Gärtner (SG Schlüchtern)                                           | 1,75 m                | Ulrike Jacob (1. FC 01 Bamberg)                                  | 1,75 m                |
| Weitsprung                                  | Heide Rosendahl (TuS 04 Leverkusen)                                        | 6,72 m DRe            | Ingrid Mickler-Becker (USC Mainz)                                         | 6,57 m                | Heidi Schüller (TSV Bayer 04 Leverkusen)                         | 6,22 m                |
| Kugelstoßen                                 | Marlene Fuchs geb. Klein (TSC Euskirchen)                                  | 17,25 m0000           | Liesel Westermann (TuS 04 Leverkusen)                                     | 16,07 m               | Sigrun Kofink geb. Grabert (LG Tübingen)                         | 15,73 m               |
| Diskuswurf                                  | Liesel Westermann (TuS 04 Leverkusen)                                      | 57,20 m0000           | Brigitte Berendonk (USC Heidelberg)                                       | 56,54 m               | Anne-Chatrine Rühlow geb. Lafrenz (Preußen Münster)              | 52,04 m               |
| Speerwurf                                   | Ameli Koloska geb. Isermeyer (USC Mainz)                                   | 55,14 m0000           | Anneliese Gerhards geb. Jansen (TuS 04 Leverkusen)                        | 53,92 m               | Christa Peters geb. Sander (TK Hannover)                         | 51,28 m               |
| Fünfkampf, 1969er W. 2. Zeile: 1981er Wert. | Heide Rosendahl (TuS 04 Leverkusen)                                        | 5399 P BR (4749 P)000 | Ingrid Mickler-Becker (USC Mainz)                                         | 5282 P (4630 P)       | Karen Mack (TSV 1860 München)                                    | 4853 P (4157 P)       |
| Fünfkampf, Mannschaftswertung               | TuS 04 LeverkusenHeide Rosendahl Uta Nolte Rita Jahn                       | 14.075 P000           | USC MainzIngrid Mickler-Becker Helga Letzelter geb. Krieß Maritta Kemming | 14.074 P              | TSV 1860 MünchenKaren Mack Elke Hindemit Janssen                 | 13.552 P              |
| Waldlauf Mittelstrecke – 1,5 km             | Christa Merten geb. Basche (ASV Köln)                                      | 4:41,0 min000         | Anita Rottmüller geb. Wörner (Post-SG Mannheim)                           | 4:42,2 min            | Maria Strickling geb. Inderfurth (OSC Waldniel)                  | 4:49,4 min            |
| Waldlauf Mittelstrecke, Mannschaftswertung  | ASV KölnChrista Merten geb. Basche Christel Frese Gertrud Theißen          | 11 P (Plätze 1/4/6)   | OSC WaldnielMaria Strickling geb. Inderfurth Anni Pede geb. Erdkamp Wege  | 34 P (Plätze 3/15/16) | OSC DortmundRosemarie Klute Heidi Gerhard geb. Edelstein Lueg    | 40 P (Plätze 5/13/22) |
| Waldlauf Langstrecke – 2,5 km               | Ellen Tittel (TuS 04 Leverkusen)                                           | 8:02,8 min000         | Gerda Klöpfer (TV Erkheim)                                                | 8:12,2 min            | Manuela Preuß (LG Olympia Wuppertal)                             | 8:16,0 min            |
| Waldlauf Langstrecke, Mannschaftswertung    | LG Olympia WuppertalManuela Preuß Christa Kofferschläger Sigrun Schumacher | 22 P (Plätze 3/9/10)  | ASV KölnChristel Frese Gertrud Theißen Rita Windbrake                     | 34 P (Plätze 8/11/15) | LBV Phönix LübeckMarita Kloth Kirsten Hünemörder Dagmar Schomann | 37 P (Plätze 5/13/19) |

## Videolink
- Filmausschnitte u. a. von den Deutschen Leichtathletikmeisterschaften auf filmothek.bundesarchiv.de, Bereich: 6:17 min bis 8:59 min, abgerufen am 6. April 2021